# Avenue Jacques-Chastellain
L'avenue Jacques-Chastellain est une voie publique de la commune de Rouen.

## Situation et accès
L'avenue Jacques-Chastellain est située sur l'île Lacroix à Rouen.

## Origine du nom
L'avenue porte le nom de Jacques Chastellain (1885-1965), maire de Rouen de 1945 à 1958.